# Hubertus von Pilgrim

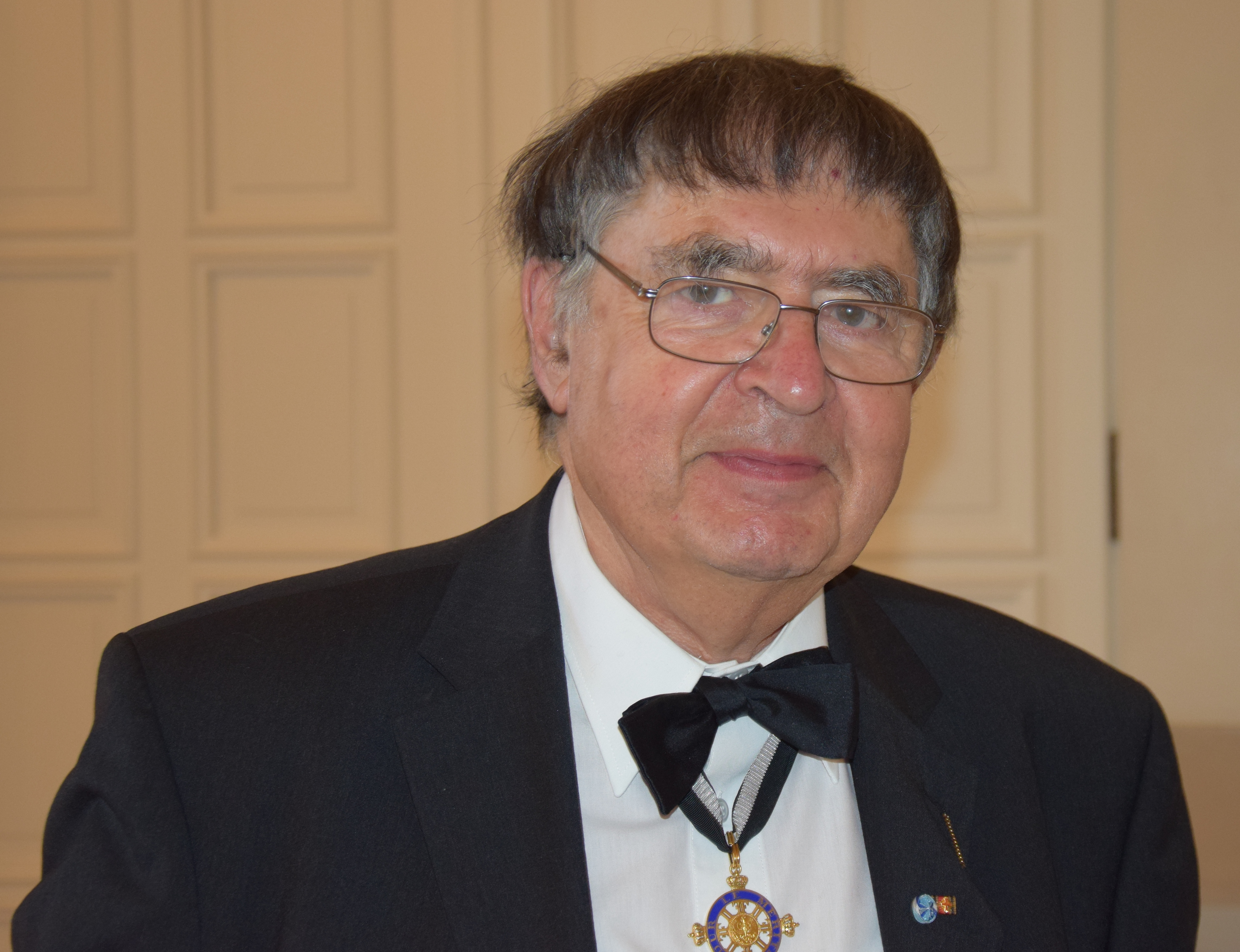
Hubertus von Pilgrim mit dem Orden Pour le Mérite (2014)

Hubertus von Pilgrim (* 24. August 1931 in Berlin) ist ein deutscher Bildhauer, der in Pullach bei München lebt und arbeitet.

## Leben und Wirken
Hubertus von Pilgrim studierte nach einer Lehre als Küfer Kunst- und Literaturgeschichte und Philosophie an der Universität Heidelberg. Gleichzeitig nahm er künstlerischen Unterricht bei Erich Heckel. Schließlich studierte er Bildhauerei bei Bernhard Heiliger an der Hochschule der Künste in Berlin. Sein Entwurf für die künstlerische Neugestaltung des während des Dritten Reichs „Langemarckstein“ genannten Würzburger „Studentensteins“, eines seit 1927 bestehenden Denkmals, wurde 1957 preisgekrönt. 1959 wurde das im Würzburger Ringpark aufgestellte Denkmal dann grundlegend umgestaltet und versetzt. 1961 arbeitete Hubertus von Pilgrim bei Stanley William Hayter im Atelier 17 in Paris. 1963 bis 1977 war er Professor an der Hochschule für Bildende Künste Braunschweig, anschließend erhielt er einen Ruf an die Akademie der Bildenden Künste in München. 1995 wurde er emeritiert, seitdem ist er freischaffend tätig. Als ordentliches Mitglied des Deutschen Künstlerbundes nahm Hubertus von Pilgrim an mehreren großen DKB-Jahresausstellungen zwischen 1963 und 1978 teil.
Hubertus von Pilgrim schuf insgesamt 22 (identische) Denkmäler, die an den Todesmarsch der Häftlinge des KZ Dachau im Jahr 1945 erinnern und die in München und im weiteren Münchener Umland entlang der Strecke des Todesmarsches stehen. Ein weiteres Exemplar befindet sich in der Gedenkstätte Yad Vashem in Jerusalem. Von Pilgrim stammt auch ein Denkmal für Wolfgang Amadeus Mozart am Lesmüller-Haus in der Perusastraße in der Innenstadt von München.
Von Pilgrim beschäftigte sich in seiner langen künstlerischen Tätigkeit neben der Bildhauerei auch mit der Gestaltung von Münzen und Medaillen und mit dem Kupferstich. Hubertus von Pilgrim ist Mitglied in der Deutschen Gesellschaft für Medaillenkunst und gehört dem Künstlerkreis der Medailleure München an.

## Auszeichnungen
Im Jahr 1995 wurde er in den Orden Pour le mérite für Wissenschaften und Künste aufgenommen, im Jahr 1997 erhielt er das Große Bundesverdienstkreuz mit Stern, im Jahr 2005 das Bayerische Verdienstkreuz und im Jahr 2008 den Deutschen Medailleur-Preis Johann Veit Döll. 2011 wurde er Vizekanzler des Ordens Pour le mérite. Im Jahr 2013 erhielt er den Hilde-Broër-Preis für sein Lebenswerk für Medaillenkunst in Kressbronn von der Deutschen Gesellschaft für Medaillenkunst.

## Werke (Auswahl)

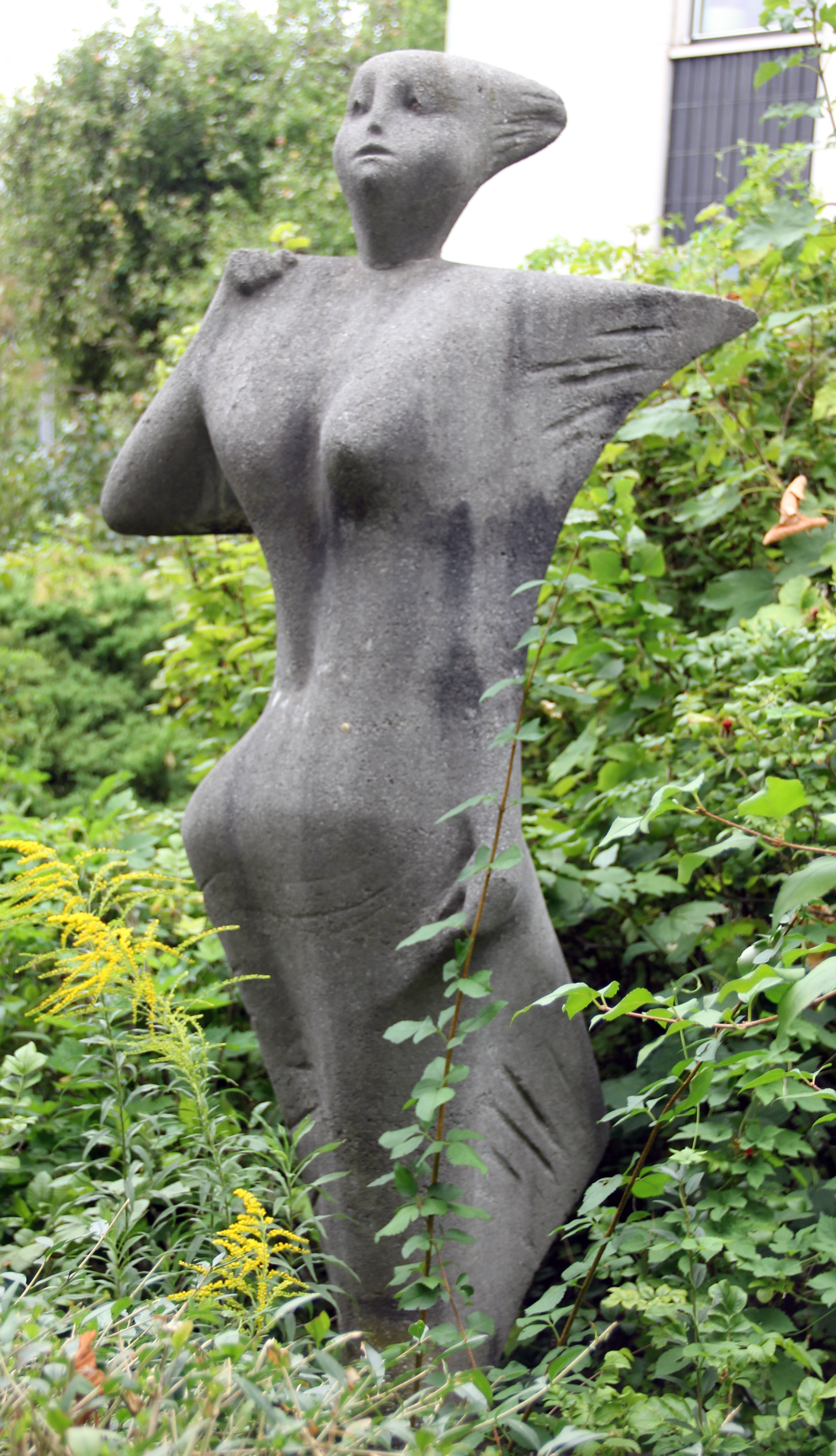
"Windbraut", 1957 Berlin-Lichterfelde
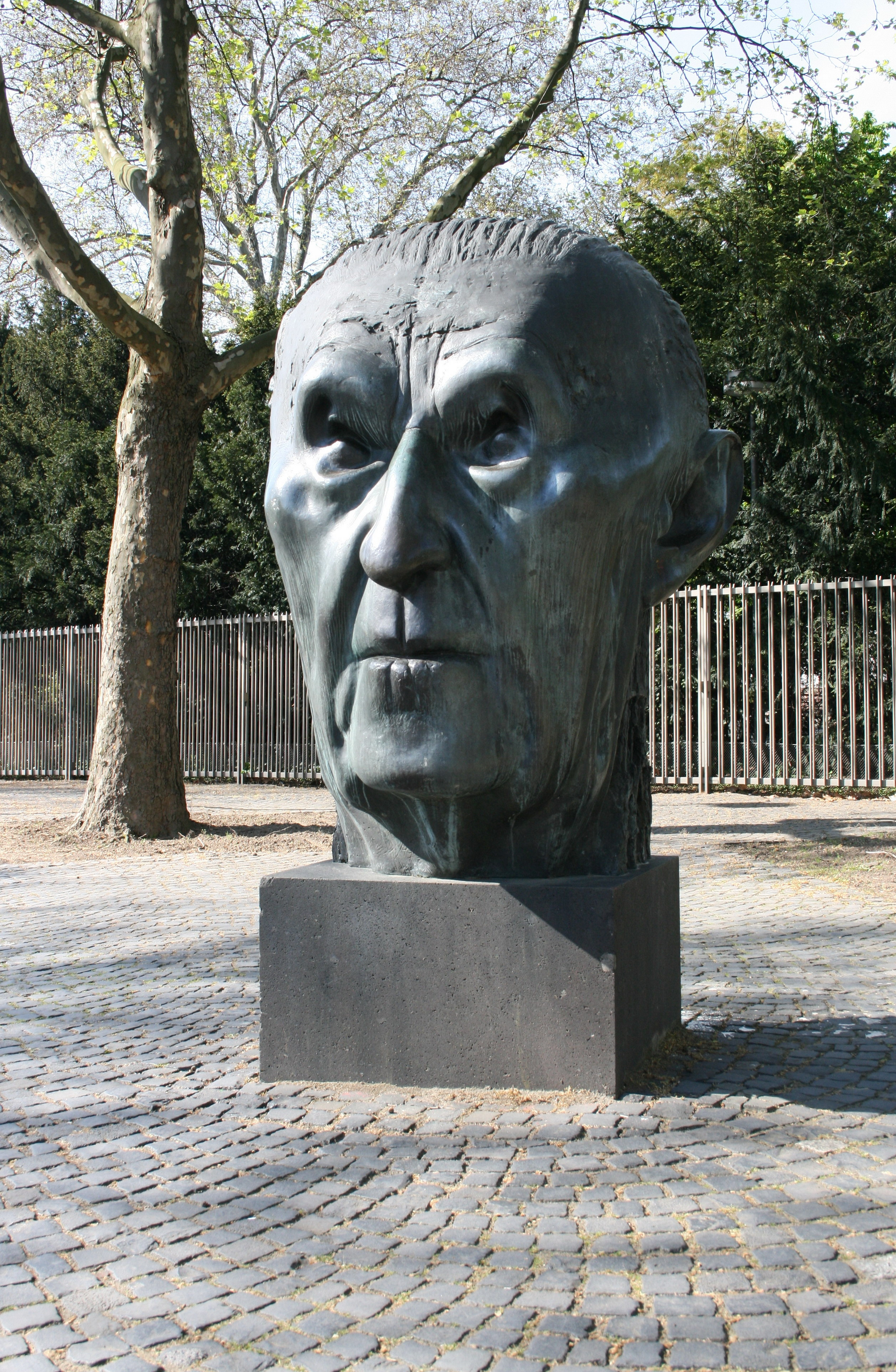
Adenauerkopf am Bundeskanzlerplatz in Bonn (1982)
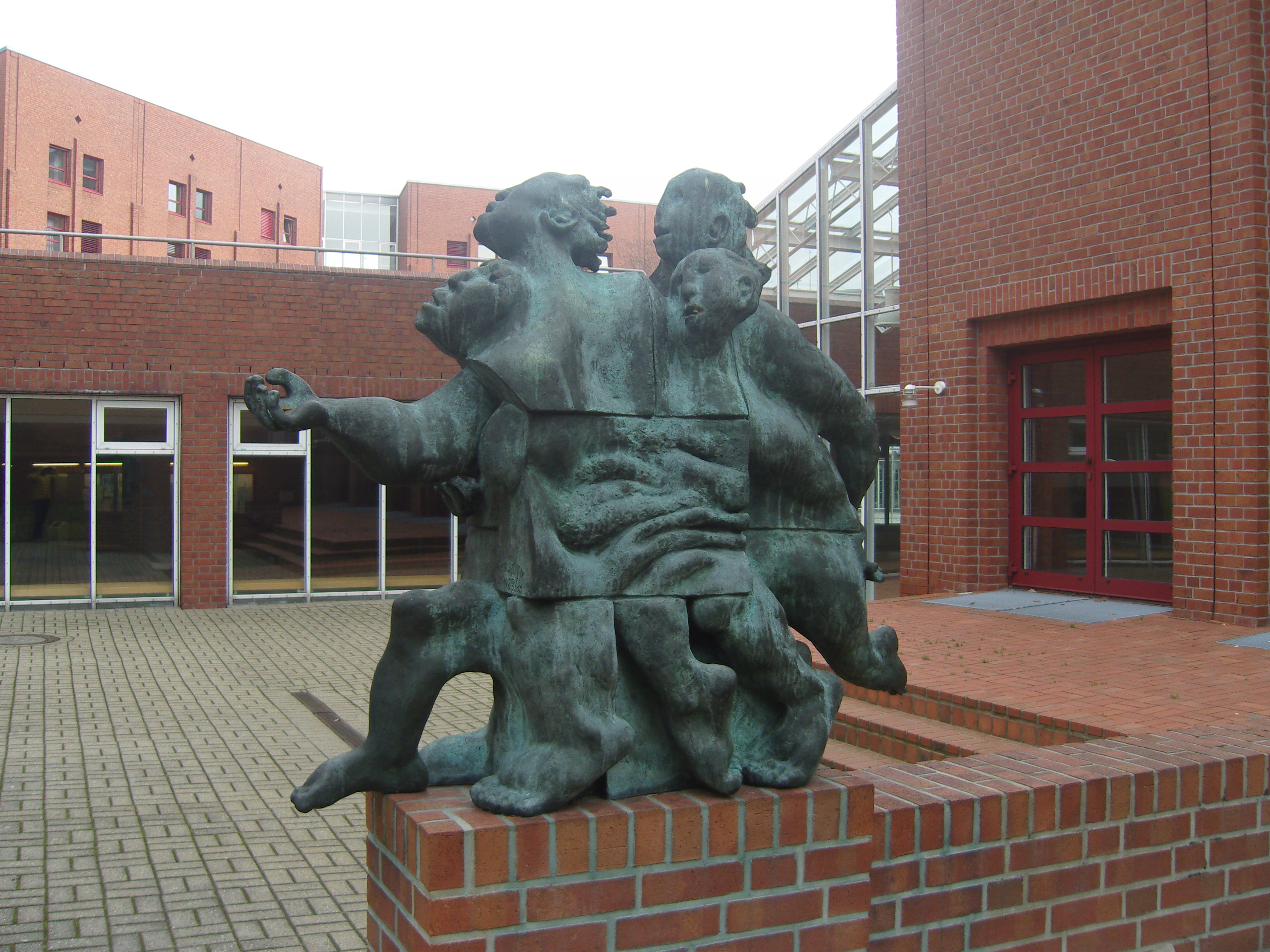
Plastik auf dem Gelände des Bildungs- und Wissenschaftszentrums der Bundesfinanzverwaltung in Münster
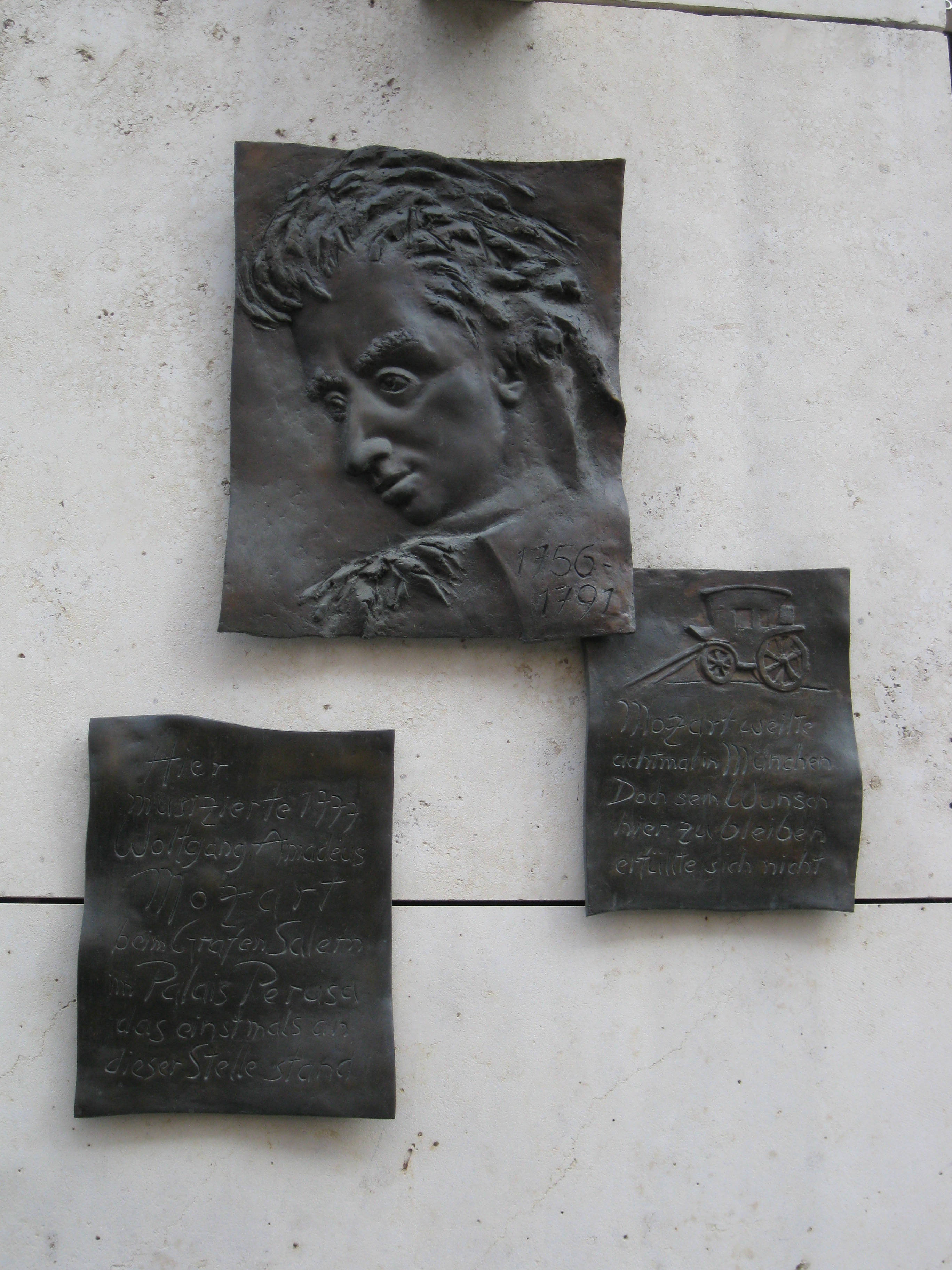
Denkmal für Wolfgang Amadeus Mozart in der Innenstadt von München
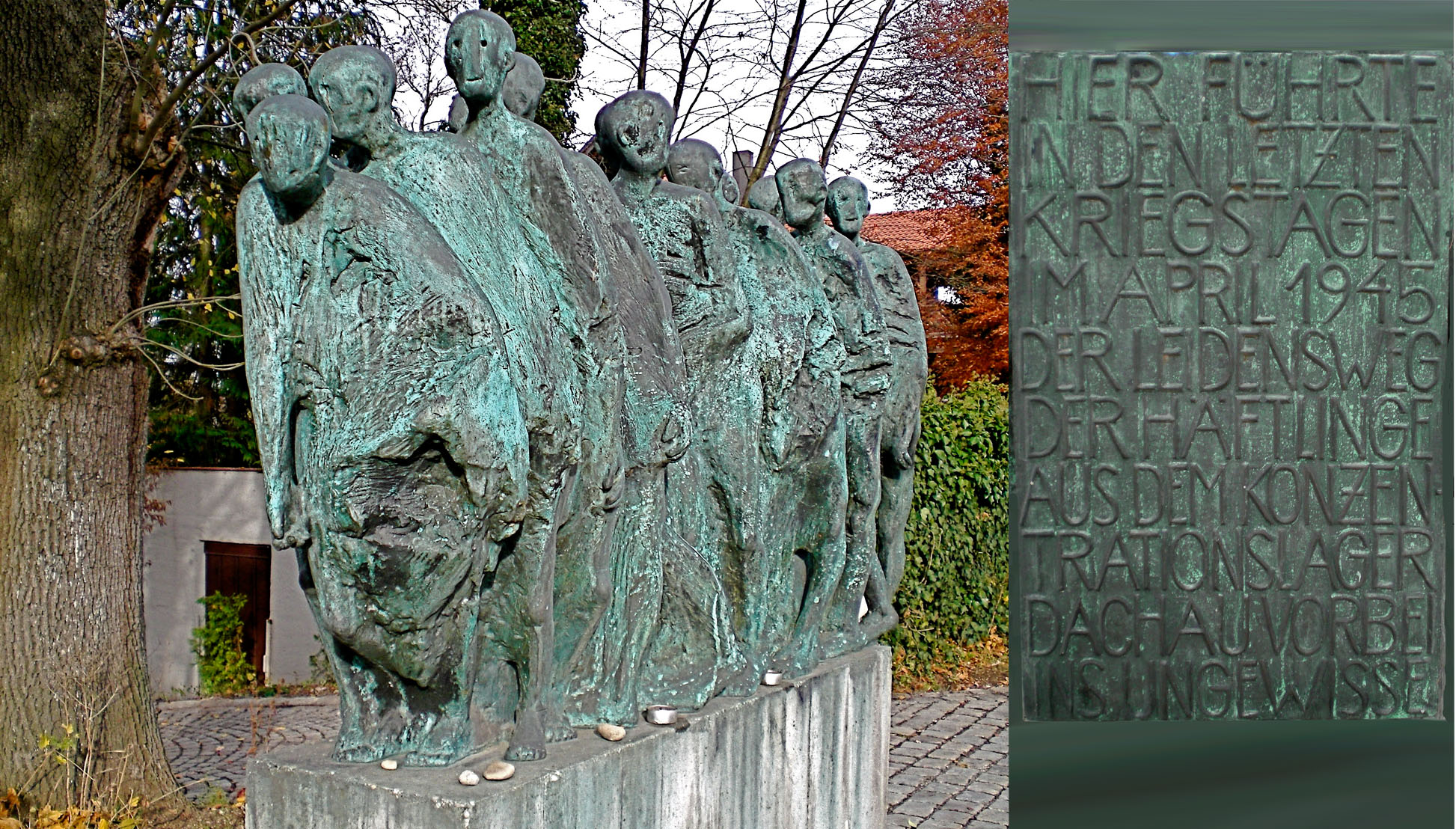
Denkmal für die Todesmärsche in Krailling, Gautinger Straße
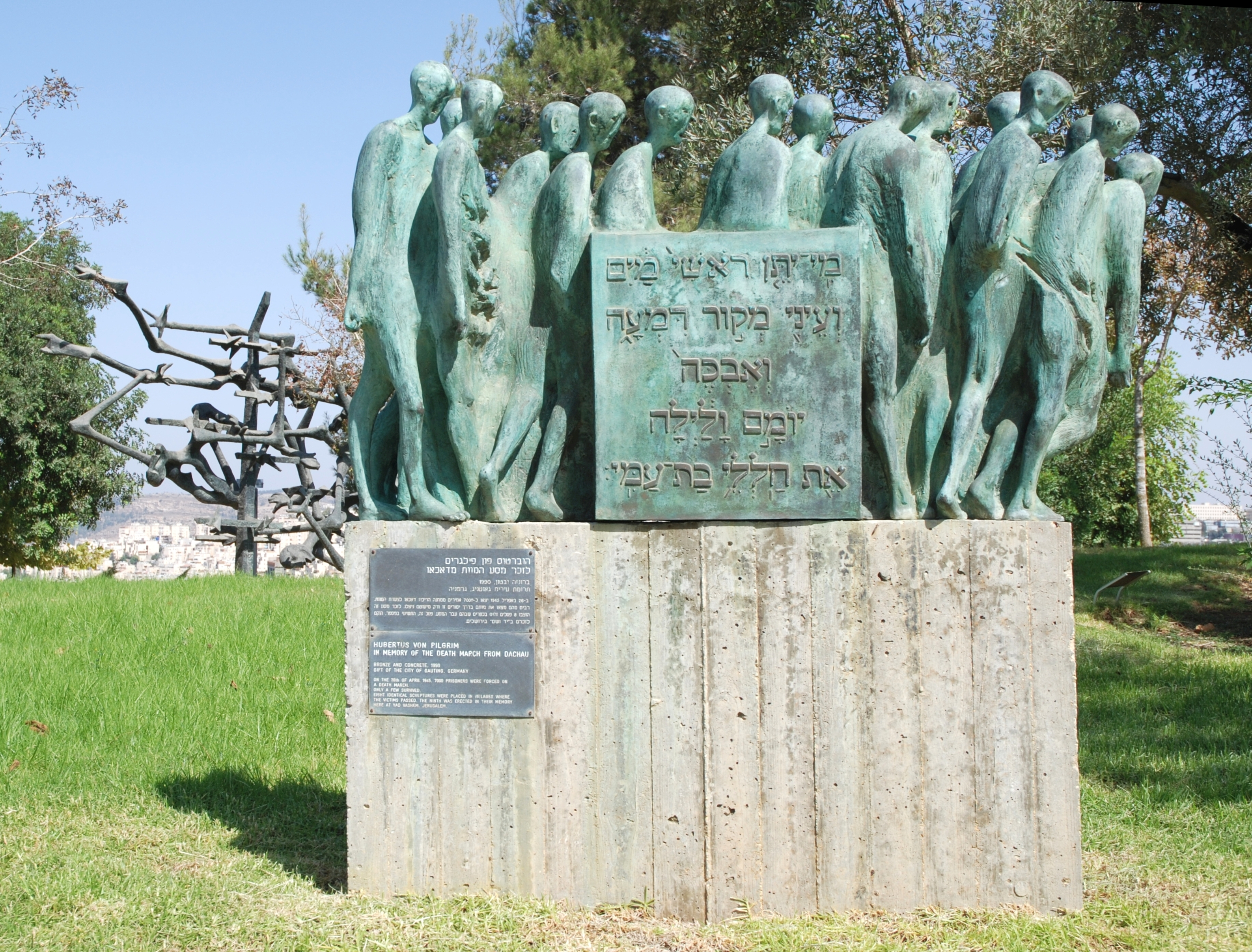
Denkmal für die Opfer der Todesmärsche in Yad Vashem
Medaille auf Hermann Hesse, 2003

- Herder-Medaille der Internationalen Herder-Gesellschaft (2004)